# Amazonliljesläktet
Amazonliljesläktet (Eucharis) är ett växtsläkte i familjen amaryllisväxter med cirka 10 arter från tropiska Sydamerika.
De är fleråriga örter med lökar. Blad städsegröna med stjälk och tydlig bladskiva. Blomstängel bladlös men med fjällika högblad. Blommor i flock, radiärsymmetriska, vita, vanligen nickande. Ståndarna sitter på en bikrona och har vanligen tillplattade utväxter. 
Namnet Eucharis (grek.) betyder tilltalande, angenäm.

## Hybrider
Släktet har korsats med närstående släkten och två av dessa har fått vetenskapliga namn.
- ×Calicharis Meerow = Caliphruria × Eucharis
- ×Urceocharis Mast. = Urceolina × Eucharis

## Odling
Odlas på en ljus men skuggig plats. Jorden bör vara humusrik och hålls jämnt fuktig året om. Arterna är värmekrävande (20-30 °C) och temperaturen bör aldrig gå under 15 °C. Förökas med frö eller varsam delning. Blomningen stimuleras av värme och blommar ofta under hösten eller vintern.

## Webbkällor
- Amaryllidaceae.com